# Vichères
Vichères ist ein Ort und eine Gemeinde mit 288 Einwohnern (Stand 1. Januar 2022) im nordfranzösischen Département Eure-et-Loir im Nordwesten der Region Centre-Val de Loire.

## Lage
Vichères liegt am Flüsschen Berthe im Regionalen Naturpark Perche in einer Höhe von ca. 190 m. Nächstgrößere Kleinstadt ist Nogent-le-Rotrou (gut 10 km nordwestlich). Das Klima ist in hohem Maße vom Meer beeinflusst und deshalb nahezu frostfrei; Regen (ca. 655 mm/Jahr) fällt verteilt übers ganze Jahr.

## Bevölkerungsentwicklung
| Jahr      | 1800 | 1851 | 1901 | 1954 | 1999 | 2017 |
| Einwohner | 671  | 869  | 589  | 402  | 254  | 304  |

Der kontinuierliche Bevölkerungsrückgang seit der Mitte des 19. Jahrhunderts ist im Wesentlichen auf die Mechanisierung der Landwirtschaft und den damit einhergehenden Verlust von Arbeitsplätzen und von bäuerlichen Kleinbetrieben zurückzuführen.

## Wirtschaft
Vichères war traditionell eine Landgemeinde mit einem hohen Anteil an Weidewirtschaft. Außerdem spielte die Herstellung und der Verkauf von Holzkohle eine wichtige Rolle für das Überleben der Menschen.

## Geschichte
Vichères gehörte zum Siedlungsgebiet der gallischen Karnuten. Seit seiner Gründung im Mittelalter stand der Ort in wirtschaftlicher und politischer Abhängigkeit von der nahegelegenen Kleinstadt Nogent-le-Rotrou.

## Sehenswürdigkeiten

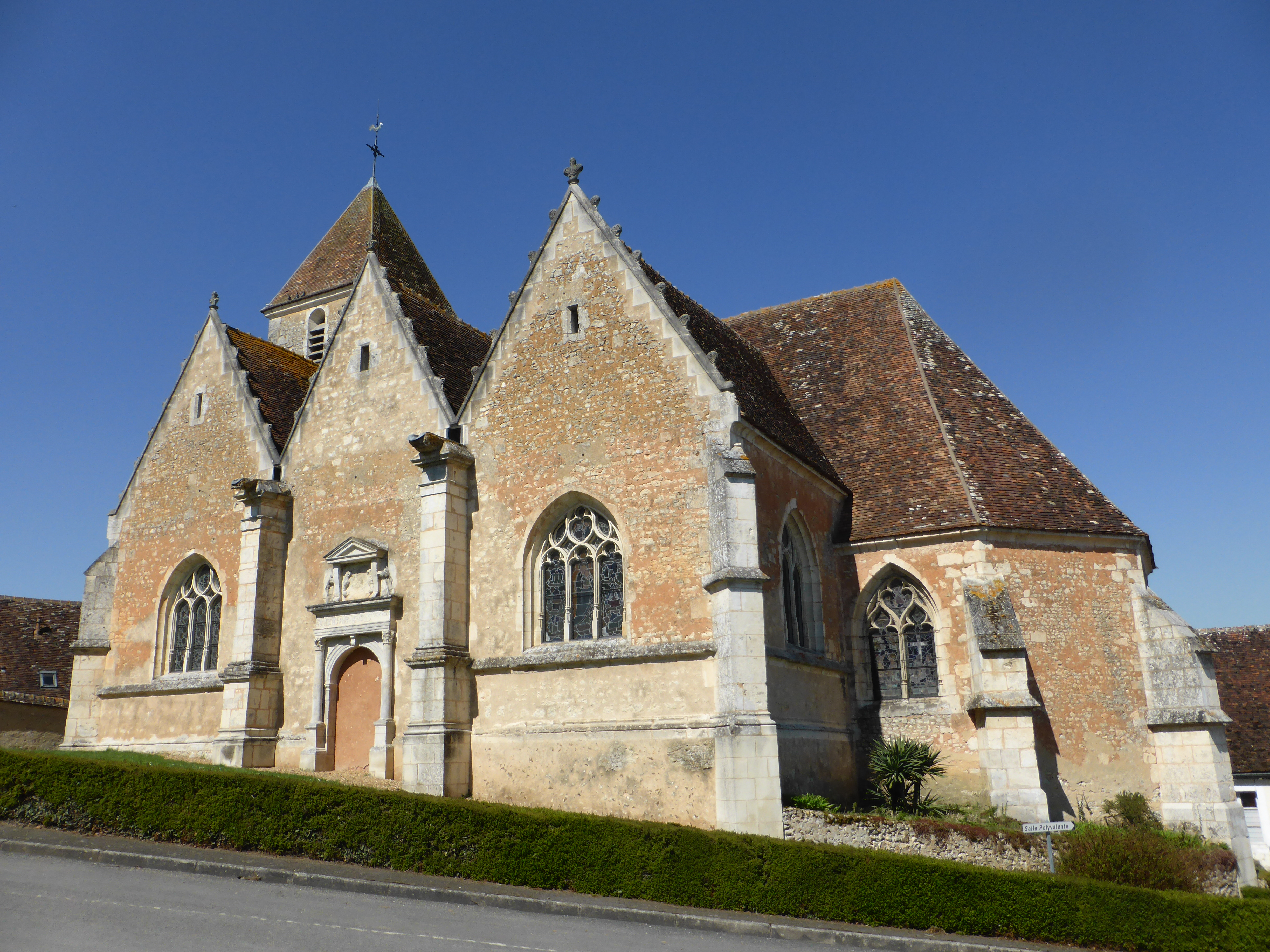
Église Notre Dame oder Saint-Médard

- Die Église Saint-Médard (oder auch Église Notre-Dame) bestand ursprünglich nur aus einem einschiffigen Langhaus mit vorgelagertem Glockenturm (clocher) im spätromanischen Stil. Die polygonal gebrochene Apsis und die Dreigiebelfassade auf der Südseite sind Anbauten des 16. Jahrhunderts; im Innern bildet sich auf diese Weise ein Seitenschiff aus. Das Flamboyant-Maßwerk der Fenster verweist auf die Bauzeit. Die Kirche ist seit dem Jahr 1927 als Monument historique anerkannt.[2][3] Zu den Ausstattungsgegenständen gehört eine repräsentative Sitzbank aus Eiche für den Grundherrn (seigneur) aus dem 17. Jahrhundert.[4]
- Ca. 500 m westlich des Ortes steht das Manoir de la Manorière, ein herrschaftliches Gebäude mit seitlichen Treppentürmen aus dem 16. Jahrhundert. Es befindet sich in Privatbesitz, ist aber dennoch seit 1927 als Monument historique anerkannt.[5][6]